# Bromelain
Bromelain je surov ekstrakt iz ananasa in vsebuje vrsto različnih proteinaz. Ima vrsto različnih učinkov, predvsem pa antiedemično, antiinflamatorno, antitrombotično in fibrinolitično aktivnost.
Aktivne substance v bromelainu še niso v celoti raziskane, vendar se je bromelain zaradi učinkovitega zdravljena po peroralni uporabi in maloštevilnih nezaželenih učinkih uveljavil med pacienti kot fitoterapevtsko zdravilo. Pripisujejo mu širok spekter terapevtske uporabe in se ga uporablja za reverzibilno inhibicijo agregacije trombocitov, zdravljenje angine pectoris, bronhitisa, sinuzitisa, postoperacijskih travm, tromboplebitisa prav tako pa povzroča povečano absorbcijo antibiotikov ob hkratnem jemanju. Farmakološke lasnoste bromelaina so delno posledica protelitičnega delovanja, prisoten pa je vpliv neproteinskih faktorjev.
Nedavne študije so preučevale protitumorno delovanje bromelaina. Deluje kot imunomodulator, tako da izboljša imunotoksičnost monocitov v boju s tumornimi celicami in s spodbujevanjem proizvodnje različnih citokinov (tumor nekrotični faktor a, interlevkini 1b, 6, 8)

## Proteolitični encimi bromelaina
Bromelain spada v skupino proteolitičnih encimov, ki se uporabljajo v zdravilih za peroralno sistemsko zdravljenje inflamatornih, malignih bolezni in težav povezanih s strjevanjem krvi.
Poleg bromelaina in papaina spadata v to skupino tudi tripsin in kimotripsin. Ti encimi imajo širok spekter terapevtskega delovanja. In vitro in vivo študije so potrdile antiedemično, antiinflamatorno, antitrombotično in fibrinolitično delovanje. Prav tako nadzorujejo adhezijo molekul na krvne in endotelijske celice in nadzirajo ter aktivirajo različne imunske celice in citokine.

## Biokemija
Bromelain je surov, vodni ekstrakt iz stebla in nerazvitih plodov ananasa. Predstavlja mešanico različnih tiol-endopeptidaz, fosfataz, glukozidaz, peroksidaz, celulaz, glikoproteinaz in karbohidraz. Vsebuje tudi različne proteinske inhibitorje. Bromelain, ki se pridobiva iz stebla se razlikuje od tistega, ki je pridobljen iz plodov.
Danes se ga pridoba iz ohlajenega anasovega soka s centrifugiranjem, ultrafiltracijo in liofilizacijo. Produkt, ki ga dobimo z uporabo tehnoloških procesov, je rumen prah, bogat z encimi. V vodnih raztopinah se bromelain hitro uniči, to prepreči dodatek seruma z a2 mikroglobulini. Z uporabo visoko ločljivostne tekočinske kromatografije in ostalimi biokemičnimi metodami lahko izoliramo in ločimo bazične in kisle tiol- proteinaze iz bromelaina. Večina teh spada v skupino glikoziliranih encimov iz družine papainov z različno proteolitično aktivnostjo, molekulsko maso med 20 in 31 kDa(kilodaltonov) in izoelektrično točko med 4,8 in 10. Med bazičnimi proteinazami ananain izkazuje najvišjo specifično proteinazno aktivnost. Encimska aktivnost encimov obsega širok pH spekter delovanja, optimalno območje encima je med 5,5 - 8.
Encimi bromelaina reagirajo s širokom spektrom molekul in kemijskih skupin, od sintetičnih nizkomolekularnih amidov in dipeptidov do substratov z veliko molekulsko maso, npr. fibrin, albumin, kazein, angiotenzin II, bradikinin. Veliko tendenco imajo tudi do cepljenja vezi na mestu kjer se nahajajo aminokisline glicin, alanin in leucin. Proteazna aktivnost bromelaina ima največ zaslug za antiinflamatorno delovanje in inhibicijo agregacije trombocitov, protitumorni učinek ki ga pripisujejo bromelainu, pa je bolj povezan z njegovimi neproteinskimi komponentami.
| Ime encima            | Molekulska masa (Dalton) | Izoelektrična točka | Glikozilacija  |
| --------------------- | ------------------------ | ------------------- | -------------- |
| Steblo ananasa        |                          |                     |                |
| stebelni bromelain    | 23,800                   | > 10                | glikoziliran   |
| ananain               | 23,464                   | > 10                | neglikoziliran |
| comosain(več encimov) | 24,509/23,569            | > 10                | glikoziliran   |
| Plod ananasa          |                          |                     |                |
| plodovni bromelain    | 23,000                   | 4,6                 | neglikoliziran |

## Farmakodinamika
Glavne lastnosti in delovanje bromelaina so bile ugotovljene na osnovi različnih in vitro kliničnih študijah in študijah na živalih (predvsem glodalcih).
Bromelain
- preprečuje nastajanje in zmanjšuje obstoječe edeme
- zmanjšuje krvni nivo fibrinogena
- spodbuja fibrinolizo
- aktivira plazmin
- podaljušuje protrombinski in delno tromboplastinski(ob jemanju večjih doz bromelaina) čas
- preprečuje agregacijo krvnih trombocitov
- preprečuje adhezijo trombocitov na endotelijske celice krvnih žil
- zmanjšuje krvno koncentracijo plazemskih kininov
- zmanjšuje nivo prostaglandina E2 in tromboxana A2 v eksudatu med akutnim vnetjem
- deluje kot antiinflamatorna učinkovina
- spodbuja izločanje interlevkinov (1,6,7) in tumor nektrotičnega faktorja iz krvnih monocitov in granulocitov
- spodbuja oksidativno lizo in citotoksičnost granulocitov proti tumornim celicam
- povečuje permeabilnost tkiva za aplikacijo antibiotikov
- preprečuje metastaze pri miših, ki se uporabljajo v predkliničnih študijah

Določeni učinki so posledica zmožnosti bromelaina,  da spremeni in uravnava površino celičnih struktur s cepitvijo določenih površinskih peptidov. Z modifikacijo adhezijskih molekul lahko prepreči tumornim celicam, da bi se namnožile in združile v večji agregat, ki bi bil potencialno nevaren.
Antiedemični in fibrinolitični učinek temelji na dejstvu, da sestavine bromelaina raztapljajo komponente celične membrane, prav tako pa vplivajo na hemostatične procese.

### Antiedemičen učinek
Različne raziskave na živalskih modelih so potrdile, da bromelain zmanjšuje edeme, kot tudi preprečuje njihovo nastajanje. 
V študiji kjer so primerajali  antiedemičen učinek različnih učinkovin  (indometacin, acetilsalicilna kislina, aescin, oksifenbutazon...) in bromelaina, so ugotovili, da ima slednji najmočneje izraženo delovanje. To je bilo  izraženo tako pri peroralni kot tudi intraperitonealni aplikaciji.
Bromelain povečuje tkivno permeabilnost s fibrinolizo in spodbuja reabsorbcijo edemske tekočine v krvni obtok. Ob peroralni aplikaciji bromelaina pride po 12 urah do bistvenega zmanjšanja edema, medtem ko je pri intravenozni aplikaciji to zmanjšanje največje v prvih urah.

### Spodbujevanje absorbcije
Bromelain povečuje permeabilnost tkiv za  peniciline in tetracikline, ki jih apliciramo peroralno. Posledično se poveča absorbcija in difuzija po subkutani ali intramuskularni aplikaciji antibiotikov. S tem dosežemo višje serumske in tkivne koncentracije, nezaželeni učinki pa so manjši.
Pri bolnikih, ki so imeli težje zdravstvene težave (pljučnica, bronhitis, infekcijo s stafilokoki, tromboplebitis itd...) se je izkazala kombinirana terapija antibiotikov z bromelainom za bolj uspešno kot terapija s samim antibiotikom.

### Vpliv na strjevanje krvi in fibrinolizo
Študije, ki so preučevale antiedemičen učinek bromelaina predpostavljajo, da so za to odgovorni hemostatični procesi, npr. podaljšanje protrombinskega časa, delno tromboplastinskega časa in zmanjšanje krvne koncetracije fibrinogena.

### Vpliv na agregacijo trombocitov
Oralna apliakcija bromelaina pri zdravih ljudeh v izvedeni študiji je povzročila zmanjšanje ADP- inducirane agregacije trombocitov. Inkubacija trombocitov z bromelainom prepreči agregacijo le teh.

### Protitumorno delovanje bromelaina
Bromelain inhibira proliferacijo različnih tumorskih celic in vitro. Inhibitorni efekt ni povezan s proteolitično, peroksidazno ali inhibitorno agregacijsko aktivnostjo bromelaina. Ugotovljeno je bilo , da je protitumorni učinek  pogojen s koncentracijo bromelaina in najbrž tudi z indukcijo diferenciacije levkemičnih celic, ki jo povzroča in vitro. Posledica same diferenciacije je apoptoza tumornih celic. Na tem principu deluje veliko citostatikov

#### Antitrombotično in antimetastatično delovanje bromelaina
Bolniki z malignimi obolenji ali okultnim rakom imajo povečano tveganje za razvoj tromboz, prav tako je povečan pojav tromboze pri bolnikih z visceralnim rakom. Tumorne celice ob stiku s trombociti sprostijo različne faktorje (PDGF, TGF-b, trombin, trombospondin, prostaglandine, katepsin...), ki spodbudijo agregacijo trombocitov. prav tako lahko poškudujejo vaskularne stene in sprožijo zastoje, ki posledično povzročijo koagulacijo. Trombociti lahko tvorijo agregate s tumornimi celicami, ki se adhezirajo na endotelij in stimulirajo procese metastaze.
Bromelain deluje kot antikoagulant in potencialno kot antimetastatik. 
1. V eni izmed opravljenih prekliničnih študij je bromelain, ki so ga dajali mišim, predhodno okuženim s tumornimi celicami, zmanjšal sprejem le teh za 77 do 98 %, vzrok za to pa je zgolj v sami koncentraciji bromelaina, ne pa v njegovem proteolitičnem ali peroksidaznem učinku.
2.V in vitro študiji so mišje melanoma celice inkubirali v bromelainu, posledično pa se je zmanjšala masa prej nastalega pljučnega metastatičnega tumorja za trikrat. Kljub tej ugotovitvi, bromelain ne prispeva k povečanju končnih možnosti za preživetje in ozdravitvi.
Metastazirane tumorne celice, ki prehajajo skozi žile, nosijo CD 44 adhezijske molekule na svoji površini, s katerimi se adhezirajo na endotelijske celice s hialuronskim ligandom. Bromelain cepi CD 44 molekule na podlagi svojega proteolitičnega efekta in tako inhibira enega od prvih korakov pri razvoju metastaz.
Metastazirane tumorne celice nosijo receptor (uPAR) za urokinazni aktivator plazminogena(uPa), ki proizvaja plazmin iz plazminogena.
Plazmin razgrajuje ekstracelularni matriks, ki je sestavljen iz kolagena tipa 4, laminina in fibronektina. Tumorne celice izločajo tudi metaloproteinaze, ki jim olajšajo prehod skozi ekstracelularni matriks. Bromelain zmanjšuje uPAR ekspresijo in uPa aktivnost ter posledično inhibira invazivni korak metastaze.
Nedavne študije so raziskovale interakcije med tumornimi celicami in trombociti v detajlih, potekajo pa na več nivojih: intravazalna distribucija, adhezija na endotelijske celice , invazija in ekstravazacija. Trombociti se vežejo direktno na tumorne celice, ob sproščanju različnih faktorjev kot npr. trombocitni faktor 4, trombospondin, trombin in gelatinaza A, ki olajšajo trombotično formacijo.
TGF-b faktor, ki ga proizvajajo tumorne celice in trombociti, igra pomembno vlogo. Inducira sintezo ekstracelularno matričnih proteinov in stimulira aktivnost uPa in angiogeneze. Neravnovesje v krvnem obtoku lahko pripelje do formacije strdkov, zaradi agregacije trombocitov in tumornih celic. Bromelain ima sposobnost inhibiranja trombocitne agregacije in vitro kot tudi in vivo kot tudi inhibicije invazije tumornih celic.
Funkcija bromelaina pri adheziji na celično površino
V eni izmed študij so ugotovili, da bromelain pri zdravljenju T limfocitov odstranjuje površinske celične molekule in s tem izboljša CD-2 uravnavano T celično stimulacijo. Adhezijska molekula CD 44 je vzbudila veliko zanimanje za raziskave, ko so ugotovili, da deluje kot marker za celice v obtoku, še posebno metastazirajoče tumorne celice. Bromelain zmanjšuje CD 44 ekspresijo pri Molt 4/8 levkemiji in pri SK-Mel 28 melanoma celicah, še posebej je za ta efekt odgovorna frakcija bromelina F9, z visoko proteolitično aktivnostjo. V primerjavi s kimotripsinom, tripsinom ali papainom je bromelain pri zmanjševanju CD 44 ekspresije bolj  učinkovit. Zdravljenje človeških limfocitov z bromelainom F9 zmanjša ekspresijo CD 44 molekul, na molekule CD 11a pa nima vpliva, zmanjša pa se adhezija na endotelijske žile. Kljub vsem študija zaenkrat obstaja vprašanja ali je modulacija CD 44 molekul predpogoj za antimetastatično delovanje bromelaina.
V izpeljani študiji so peroralno dajali 3000 FIP enot bromelaina dnevno (10 dni), kar je povzročilo zmanjšanje CD 44 ekspresije na limfocitih sesalca s tumorjem. Eskpresija na CD 11a in CD 62L pa je bila malo zvišana, CD 16 molekule so ostale nespremenjene.
Bromelain modulira funkcijo imunskih celic
Bromelain in papain in vitro stimulirata monojedrne krvne levkocite, da proizvedejo večje količine TNF-ja (tumor nekrotizirajoči faktor), interlevkinov IL-1b in IL-6, še posebej je to značilno za monocite. Nastanek teh citokinov je povečan tudi po peroralni aplikaciji poliencimske droge, ki vsebuje bromelain. Prav tako granulociti reagirajo na zdravilo z bromelainom, tako da proizvedejo reakitvne kisikove radikale, ki povečajo antimikrobni in antitumorni inhibitorni efekt. Prečiščena frakcija bromelaina f9 poveča in vitro, ob suboptimalni koncentraciji interlevkina IL-2, s strani limfocitov posredovano inhibicijo proliferacijo različnih tumornih celic.
V izpeljani študiji s 15 zdravimi donorji in 15 pacienti s tumorjem je bromelain po peroralni aplikaciji (3000 FIP enot dnevno 10 dni) dvakrat povečal sposobnost pacientovih krvnih monocitov, da ubijejo tumorne celice in vitro.
Bromelain blaži posledice opeklin
Zdravilni učinek bromelaina pri opeklinah 3. stopnje, bistveno zmanjša obolevnost in smrtnost pri pacientih. Prav tako  izboljša nastajanje nove kože in zmanjša probleme s sepsami ter izboljša okrevanje. Kemična depigmentacija za razliko od kirurške depigmentacije selektivno odstrani opečeno denaturirano kožo. Topikalno nanešen bromelain ( 35 % v lipofilni fazi) povzroči popolno depigmentacijo na opeklinah v 2 dneh, v primerjavo z kolagenazo, ki je dosegla isti efekt v 10 dneh, brez nezaželenih učinkov ali poškodb na tkivu.

## Farmakokinetika bromelaina
V študiji izvedeni na zajcih so ugotovili, da bromelain po peroralni aplikaciji poveča serumsko koncentracijo plazmina in podaljša protrombinski in antitrombinski čas.
40 % ,z izotopom I-125 označenega,  bromelaina se absorbira v visoko molekularni obliki. Več študij je potrdilo dejstvo, da se bromelain absorbira iz črevesja.  Podobni encimi, kot npr. kalikrein, znan po tem da zmanjša arterijski krvni pritisk, in več citokinov (IL-2, IL-5, IL-6) so dosegli farmakološki efekt po peroralni aplikaciji, kar nakazuje na črevesno absorbcijo.
Vprašanje, ki se pojavlja je : Koliko bromelaina se absorbira in v kakšni obliki se nahaja v krvnem obtoku?
Proteinaze, ki so po strukturi podobne bromelainu tvorijo komplekse z antiproteinazami, največ z a2-makroglobulini aN+nd a1-antitripsinom. Kvantitativna detekcija bromelaina v serumu je zato otežena.Posledično, ohranjenost bromelaina variira, glede na uporabljeno metodo. Zaščitniške molekule AMG ohranijo proteolitično aktivnost bromelaina, ki pa je malo znižana.
Če apliciramo 8,6g  bromelaina peroralno, bo po 3 dneh odčitan razpolovni čas 6-9 ur, plazemska koncentracija pa 2,5 - 4 ng/mL.
AMG,ki je glavni kompleksirajoči faktor za bromelain v krvi, se izloča izmakrofagov in je sestavljen iz 4 enakih podenot, ki sestavljajo tako imenovano počasno obliko. Po vezavi na bromelaina pride na počasni obliki do konformacijskih sprememb in do nastanka hitre AMG oblike, ki ima večjo afiniteto do LDL in drugih AMG receptorjev, vendar ohrani proteolitično aktivnost. Plazemski razpolovno čas se pri pretvorbi iz počasne v hitro obliko zniža iz 8 dni na 10-30 min. Slednja oblika lahko interagira z različnimi citokini (IL-1, IL-6, IFNg, TNFa, TGFb, PDGF itd.) in hormoni in je poznana kot aktivirajoči AMG .
V izpeljani študiji po vseh standardih dobre klinične prakse (randomizirana, dvojno slepa navzkrižna študija)so določevali biološko učinkovitost poliencimske učinkovine (kombinacija bromelaina, tripsina, rutozida) v 21 zdravih moških. Po peroralni aplikaciji 400 mg in 800 mg tabler 4 krat dnevno v 4 dneh, so določevali specifično aktivnost bromelaina in tripsina v plazmi. Aktivnosti in AUC vrednosti so bile premo sorazmerne s količino zaužite učinkovine. To so potrdile tudi kvantitativne študije z določitvijo vsebnosti encimov in z Westrn blot analizo. Rezultati potrjujejo dejstvo, da se encimi absorbirajo iz gastrointestinalnega trakta v fukncionalno delujoči obliki. Relativno visoke doze, ki so jih prejeli testiranci v študiji, niso vplivale na zdravje, nezaželeni učinki, ki so se pojavili so bili redki (gosto blato, napenjanje in občutek polnosti).

## Toksikologija bromelaina
Akutna toksičnost
LD 50 toksičnosti pri miših, zajcih in podganah pri dozah do 10g/kg v izvedeni študiji ni bilo mogoče zaznati. Letalna doza po intravenski aplikaciji za miše je 30 mg/kg, za zajce pa 20 mg/kg. Dane doze so veliko višje kot sicer uporabljene doze pri ljudeh.
Kronična toksičnost
V izvedeni študiji so podganam peroralno dajali 500 mg bromelaina dnevno, kar pa ni povzročilo sprememb v vnosu hrane, rasti, histologiji srca, ledvic, vranici in hematoloških parametrih.
Pri človeku jemanje 3000 FIP enot dnevno v 10 dneh ni povzročilo signifikantih sprememb pri strjevanju krvi.
Varnost učinkovine
V 12 placebo kontroliranih študijah je bilo opaznih zelo malo neželenih učinkov. V 1. študiji so določili 1,8 % pojavnost diareje, navzeje, občasnih želodčnih motenj in alergijske reakcije.
Bromelain je načeloma netoksičen in brez nezaželenih učinkov, zato se ga lahko uporablja v širokem razponu dnevne doze (200 mg do 2000 mg) tudi daljši čas. Terapevtski učinek bromelaina se je pokazal tudi pri dozah 160 mg, vendar najboljši učinek dosežemo z dozami nad 750 mg dnevno. Priporočeno je, da ga zaužijemo 1 uro pred obrokom.
Tablete z bromelainom morajo biti gastroretistente, da se izognejo prezgodnjemu metabolizmu in razpadu.

## Argumenti za uporabo bromelaina
- spada v skupino proteolitičnih encimov s širokom spektrom možnih aplikacij
- je fitoterapevtska droga, ki se lahko uporablja peroralno z malo nezaželenih učinkov
- absorbira se peroralno, predpisujejo mu več farmakoloških sistemskih efektov :
  - preprečevanje in zmanjšanje edemov
  - stimulacija monocitov in preko njih sekrecija citokinov (IL-1b, TNF-a).
  - inhibicija agregacije trombocitov in stimulacija fibrinolize
  - imunomodulatorni efekt
- in vitro in vivo podatki nakazujejo, da se lahko bromelain uporablja kot profilatična učinkovina za preprečevanje metastaz. Klinične študije na tem področju so še nepopolne.

Vsi navedeni argumenti govorijo v prid bromelainu, kot perspektivni substanci za nadaljnje raziskave skupine proteinaz, kamor spada tud bromelain. Zaradi inhbitornega učinka pri strevanju krvi, je zanimiv v kardiovaskularni kirurgiji. Za uporabo v onkologiji, so najprej potrebne številne predklinične in klinične študije, vendar ima učinkovina velik potencial za uporabo.

## Zakaj rastline proizvajajo in rabijo bromelain?
Najbolj optimalna razlaga do sedaj temelji na dejstvu, da karnivorske rastline pridobivajo zaloge dušika in fosforja iz razgradnje organskega materiala(insekti, mikrobi) z uporabo visoko aktivnih proteinaz in ostalih prebavnih encimov. V tropski džungli je ananas epifitska rastlina, ki raste na rastlinju, z nizko vsebnostjo mineralov. Listi ananasa tvorijo rezervoar, ki zadržuje vodo in minerale, še posebej dušik in fosfor. Nedavne raziskave potrjujejo, da rastline reagirajo na mehansko stimulacijo s tvorbo proteinkinaz, npr. rastlina Sarracenia purpurea reagira na različne kemijske signale s sekrecijo hidrolitičnih encimov. V zgodovini so rastline razvile encime z namenom prebaviti čim več proteinov iz ostankov insektov in mikroorganizmov.

## Študije o učinku bromelaina

### Bromelain zmanjša izražanje CD25 pri aktivaciji CD+4 in vitro
Bromelain, ekstrakt ananasa s cisteinsko proteazno aktivnostjo se uporablja v protivnetni terapiji.
Študija je temeljila na tem, da bi dokazali učinek bromelaina na aktivacijo CD+4 celic, specifično izražanje CD25 in vitro. Dokazano je bilo, da bromelain zmanjša aktivirane CD+4 celice in ima terapevtsko vlogo pri albuminsko prek zraka sproženi alergični reakciji na glodalcih. Študijo so izvedli na miših.
Izražanje CD25 je regulirano prek aktivacije T celic. Najdemo ga kot topljena frakcija (sCD25) in je terapevtska tarča vnetja, avtoimunskih reakcij, alergij.
Učinek bromelaina je odvisen od proteazne aktivnosti, ker v primeru dodatka E64 (cisteinski proteazni inhibitor) se učinek zmanjša.
Koncentracija sCD25 naraste v supernatantih aktiviranih CD+4 zdravljenih z bromelainom v primerjavi s slepo kontrolo. Iz tega so sklepali, da bromelain proteazno cepi CD25 s celične površine.
V prejšnjih študijah so dokazali, da naj bi bil znak mnogih imunsko povzročenih okvar je motnja v regulaciji aktivacije T celic. Aktivacija T celice poteka tako, da najprej poteka predstavitev antigena prek antigen predstavljajočih celic (APC) T celicam s povišanim signalom CD80 in CD86 na APC celicah. Sledi specifična interakcija T celičnih zaznamovalcev  kot je CD25 z visoko afinitetno α-verigo IL-2 receptorja. Vezava sproži signalno kaskado , katere rezultat je razmnoževanje T celic in v nadaljevanju še produkcija IL-2.
CD25  izražajo CD+4, CD25, Foxp3+  T regulatorne celice, od odzivu na antigen se izražajo CD25 CD+4 T celic in frakcija le teh je lahko v topni obliki.
Serumska stopnja sCD25 naraste skladno z IL-2 receptorji in je splošni biooznačevalec za raziskovanje alergij in astme. Raziskave so pokazale, da te  bolezni povzročene prek T celic nastanejo zaradi spremembe površinskih receptorjev celic.
Veliko naravnih produktov je odkritih, ki naj bi imeli vpliv na aktivacijo in izražanje T celic npr. esencialne maščobne kisline, ekstrakt ginka, kurkum, bromelain. Bromelain je skupek proteinov, ki vsebuje cistein proteazno aktivnost. Bromelain poveča izražanje CD11c in CD86 oz. prepreči izražanje  drugih površinskih označevalcev (CD44, B7-1 in CD80). Bromelain lahko uravnava T celično produkcijo vnetnih citokinov IL-4, IFN-γ in IL-13 in s tem zmanjša vnetni odgovor pri vnetnih črevesnih boleznih na živalskih modelih, eksperimentalni alergični encefalopatijo in alergične reakcije, ki se širijo prek zraka.
Pred to študijo je bilo narejenih že veliko, vendar so dale zelo različne rezultate in točen mehanizem ni bil poznan. Kar je bilo verjetno posledica različnih eksperimentalnih oblik na trgu. Za to študijo pa so vzeli marketinško dostopen in kakovostno preverjen bromelain. Testiran je bil je neodvisnih laboratorijih. Testirali so čistost, kvaliteto, encimsko stabilnost in stopnjo degradacije.
Bromelain naj bi poleg uravnavanja izražanja  površinskih celičnih označevalcev, vplival tudi na migracijo levkocitov in inhibicijo MAP kinaz in delovanje T celičnih receptorjev.
Bromelain naj bi bil fiziološki regulator vnetnega odgovora primarno prek spremembe meje aktivacije T celic. CD25 so bili odkriti kot terapevtska tarča v stanjih kot so rak, avtoimunske reakcije, astma.

### Zdravljenje z bromelainom zmanjša izločanje provnetnih citokinov in kemokinov z biopsijo debelega črevesja IN VITRO (metoda: biopsija = odvzem vzorcev tkiva iz živega organizma za mikroskopsko preiskavo)
Oralni bromelain naj bi po določenih študijah zmanjšal vnetje pri črevesno vnetnih boleznih. Proteolitično aktiven bromelain je znan, da zniža izražanje mRNA kodirajočih provnetnih citokinov človeških levkocitov in vitro.
Za raziskavo določanja učinkovitosti in delovanja bromelaina na črevesno sluznico, ki izloča citokine pri črevesni vnetni bolezni so uporabili endoskopsko črevesno biopsijo. Vzorci so bili odvzeti pacientom z ulceroznim kolitisom, kronovo boleznijo in pacientom brez vnetne črevesne bolezni.
In vitro so merili izločanje provnetnih citokinov (topne beljakovine, ki delujejo kot medcelični mediatorji, sproščajo jih monociti, limfociti T in tudi nekatere druge celice) in kemokinov (skupina majhnih citokinov, ki primarno delujejo kot aktivatorji in kemotaktični dejavniki za specifične vrste levkocitov, vezani so na luminalni strani endotelijskih celic ter z vezavo specifičnih receptorjev na levkocitih v vnetišče selektivno privabljajo potreben nabor levkocitov).
Pri vnetem tkivu so zaznali naraščanje naslednjih citokinov in kemokinov: granulocitne kolonije stimulirajoči faktor G-CSF, interferon INF-γ, interlevkini IL-1β, IL-6, tumor nekrotizirajoči faktor TNF v primerjavi s tkivom brez vnetja.
Kronova bolezen in ulcerozni kolitis sta hipotetično rezultat odklonskega delovanja imunskega sistema na komponente črevesnih bakterij, kar naj bi bilo že gensko predispozirano. Rezultat te imunološke reakcije so neravnovesje med Th1 (IFN-γ, IL-2, limfotoksini) in Th2 (IL-4, IL-5, IL-10, IL-11) citokini. TNF je bolj izražen pri obeh, pri ulceroznem kolitisu kot pri kronovi bolezni.
Provnetni citokini vplivajo na integriteto črevesne sluznice s spremenjenim izražanjem rastnih faktorjev in metaloproteaz, provnetni kemokini pa na povečanje migracije in akumulacije levkocitov. Akumulacija in aktivacija vnetnih celic znotraj črevesne sluznice vodi v tkivo poškodbo, ki je značilna za črevesno vnetno bolezen. Klinični simptomi pa so krvava diareja in abdominalna bolečina.
Dokazano je, da bromelain odstrani površinske celične molekule, ki vplivajo na migracijo in aktivacijo levkocitov ter ostrani površinske molekule, ki so pomembne za vezavo črevesnih bakterij. S tem zmanjša izpostavljenost imunskih celic bakterijskim antigenom kar bi v nasprotnem primeru stimuliralo vnetni odgovor.
Za bromelainski protivnetni učinek je potrebna proteolitska aktivnost, ker zdravljenje z neaktivnim bromelainom ni dalo pozitivnih rezultatov.
Za študijo je bila uporabljena tudi mnogokratna fluorescenta imunometoda, ki določi istočasno količino posameznih citokinov.
V študiji so spremljali izločanje G-CSF, INF-γ, MIP-1β pri vseh skupinah pacientov, izločanje GM-CSF pri pacientih z ulceroznim kolitisom in TNF pri pacientih z ulceroznim kolitisom in kronovo boleznijo. MCP-1 pa so opazovali pri normalem in nevnetem IBD (vnetna črevesna bolezen) tkivu.
Z študijo in vitro so ugotovili, da bromelain zmanjša G-CSF, GM-CST, IFN-γ, CCL4/makrofag inhibitorni protein (MIP)-1β in TNF v vnetem tkivu ter vpliva na izražanje T celic IL-2, IL-4, INF-γ. Ovira ERK-2 (protein kinaza) posredovanje signala transdukcije v levkocitih in črevesno epiteljskih celicah in vitro. To so dokazali brez dodatka eksogenih stimulansov. Prisotna je bila tudi različna bakterijska flora med vzorci, ki je odražala razliko med pacient brez oz. s črevesno vnetno boleznijo in, ki je prisotna in vivo.
INF-γ je provnetni citokin, ki proizvajajo aktivirane T in NK celice. Povišane vrednosti INF-γ so znak za kronovi bolezen. INF-γ povečajo mukozno permeabilnost z vplivom na epiteljske tesne stike in sprožijo celično adhezijo. Povečana permeabilnost lahko poveča izpostavljenost imunskega sistema črevesnim antigenom. Indukcija adhezije molekul na endotelij in imunske celice povečajo sposobnost nevtrofilcev, monocitov in limfocitov prilepiti se na steno krvnih žil in vdreti v vneto tkivo.
TNF je vnetni citokin, ki je ključen pri vnetni kaskadi črevesne vnetne kaskade. To podpira podatke o uporabi anti-TNF terapije pri obeh oblikah črevesne vnetne bolezni.
Kemokin MIP-1β proizvajajo T celice in makrofagi in omogočajo kemotakso monocitov, aktiviranih T celic, NK celic in nezrelih dendritičnih celic do ustreznih receptorjev. Študija ni pokazala povišane vrednosti tega kemokina pri vseh pacientih, vendar je zdravljenje z bromelainom kljub temu izrazito zmanjšal pri vseh preiskovanih vzorcih. 
Kemokin MCP-1 naj bi bil po študijah povečan ob vnetni reakciji pri ulceroznem kolitisu. Proizvajali naj bi ga fibroblasti in gladke mišice, endotelij, epitelij in aktivirane mononuklearne celice v periferni krvi. Vežejo se na CCR2 receptorje in stimulirajo migracijo monocitov in makrofagov, eozinofilcev in limfocitov v vneto tkivo. Pri naši študiji ni bilo značilnih sprememb med normalnimi in vnetimi vzorci.
G-CSF stimulira proizvodnjo in preživetje nevtrofilcev. Povišana vrednost je bila zabeležena pri pacientih s črevesno vnetno boleznijo. G-CSF prepreči apoptozo nevtrofilcev in povečana aktivnost omogoča akumulacijo nevtrofilcev v mukoznem tkivu IBD pacientov. To kaže na to, da je kronova bolezen povezana z nevtropenijo in škodljivo migracijo nevtrofilcev. Dokazali so, da bromelain zmanjša izločanje G-CSFja.
Verjetno je, da celoten učinek bromelaina na črevesno vnetje povezano z vsoto vseh učinkov na citokinsko okolje in ne učinkov na vsak posamezni citokin.
Th2 naj bi bil tudi povečan pri IBD, predvsem pri pacientih z ulceroznim kolitisom, vendar ni bilo opaznega povišanja pri pacientih z IBD. Ena od razlag pravi, da okolje okrog tkivne kulture ni moglo oponašati imunske stimulacije kot je in vivo, vendar meče slabo luč na to študijo.
Vedeti pa moramo, da veliko študij govori v nasprotju s to študijo.